# Moussonia adpressipilosa
Moussonia adpressipilosa är en tvåhjärtbladig växtart som beskrevs av D.L. Denham och Ram.-roa. Moussonia adpressipilosa ingår i släktet Moussonia och familjen Gesneriaceae. Inga underarter finns listade i Catalogue of Life.